# هانس شيندلر بيلامي
هانس شيندلر بيلامي (بالألمانية: Hans Schindler Bellamy)‏ هو شاعر نمساوي، ولد في 1901، وتوفي في 12 ديسمبر 1982.